# Marica Cotopuli
Marica Cotopuli, oppure Marika Kotopouli (Atene, 3 maggio 1887 – Atene, 11 settembre 1954), è stata un'attrice greca.

## Biografia
Marica Cotopuli fu figlia d'arte, suo padre Dimitrios Cotopuli diresse una compagnia teatrale assieme alla sua prima moglie Kiveli; Marica divenne celebre giovanissima, bambina prodigio, già all'età di quattordici anni, dopo che due anni prima si era fatta notare interpretando la parte di una settantenne.
Marica Cotopuli fu capocomica nel 1908, ottenne successi e consensi sia in patria sia all'estero.
Fu un'interprete inseribile nella grande tradizione della recitazione italiana, ovviamente ellenizzata, ed effettuò una lunga e intensa carriera esibendosi in opere di tutti i generi, il suo repertorio spaziava dal classico al moderno, creando molte innovazioni e distinguendosi soprattutto nel repertorio drammatico.
I suoi maggiori successi risultarono la tragedia Elettra di Sofocle e, curiosamente, L'ombra di Dario Niccodemi.

## Interpretazioni
- Elettra di Sofocle;
- L'ombra di Dario Niccodemi.